# Comando Militar del Este
El Comando Militar del Este (CME) es un comando regional del Ejército Brasilero con sede en Río de Janeiro, en el Palacio Duque de Caxias.

## Historia
El 24 de julio de 1946 se creó la Zona Este por decreto-ley n.º 9510 del presidente Eurico Gaspar Dutra. Con sede en Recife, su jurisdicción comprendía los estados del nordeste del país.
El 28 de agosto de 1956 el presidente creó cuatro ejércitos numerados constitutivos de las Fuerzas Terrestres. La Zona Este quedó disuelta; y con sede en la Capital Federal se creó el I Ejército.
Por decreto presidencial n.º 91 778 del 15 de octubre de 1985, se disolvieron los ejércitos creando comandos militares de área. Uno de estos fue el Comando Militar del Este.

## Organización
La estructura orgánica del Comando Militar del Este es la que sigue:
- Comando Militar del Este.
  - 1.ª Región Militar.
  - 4.ª Región Militar.
  - 1.ª División de Ejército.
  - 5.º Agrupamiento de Ingeniería.